# Гордвілл (Небраска)
Гордвілл (англ. Hordville) — селище (англ. village) в США, в окрузі Гамільтон штату Небраска. Населення — 131 особа (2020).

## Географія
Гордвілл розташований за координатами 41°4′46″ пн. ш. 97°53′25″ зх. д. / 41.07944° пн. ш. 97.89028° зх. д. (41.079361, -97.890349).  За даними Бюро перепису населення США в 2010 році селище мало площу 0,69 км², уся площа — суходіл.

## Демографія
Згідно з переписом 2010 року, у селищі мешкали 144 особи в 64 домогосподарствах у складі 41 родини. Густота населення становила 208 осіб/км².  Було 70 помешкань (101/км²).
Расовий склад населення:
| - 99,3 % — білих |

До двох чи більше рас належало 0,7 %. Частка іспаномовних становила 0,0 % від усіх жителів.
За віковим діапазоном населення розподілялося таким чином: 20,1 % — особи молодші 18 років, 66,7 % — особи у віці 18—64 років, 13,2 % — особи у віці 65 років та старші. Медіана віку мешканця становила 44,0 року. На 100 осіб жіночої статі у селищі припадало 114,9 чоловіків;  на 100 жінок у віці від 18 років та старших — 113,0 чоловіків також старших 18 років.
Середній дохід на одне домашнє господарство  становив 56 994 долари США (медіана — 47 292), а середній дохід на одну сім'ю — 78 736 доларів (медіана — 61 250). За межею бідності перебувало 6,9 % осіб, у тому числі 0,0 % дітей у віці до 18 років та 20,0 % осіб у віці 65 років та старших.
Цивільне працевлаштоване населення становило 67 осіб. Основні галузі зайнятості: виробництво — 19,4 %, освіта, охорона здоров'я та соціальна допомога — 16,4 %, фінанси, страхування та нерухомість — 10,4 %, роздрібна торгівля — 9,0 %.